# Palazzo degli Shirvanshah
Il Palazzo degli Shirvanshah (in lingua azera: Şirvanşahlar sarayı) è il più importante monumento del ramo Şirvan-Abşeron dell'architettura dell'Azerbaigian ed è situato nella Città Vecchia di Baku. Il complesso raggruppa i più importanti edifici del palazzo: il Divanhane, la tomba a volta, una moschea con minareto, il mausoleo di Seyid Yahya Bakuvi, la porta di Murad, una cisterna ed i resti delle terme.
Il palazzo è rappresentato nel recto delle banconote di 10.000 manat del periodo 1994-2006, e in quelle da 10 nuovi manat a partire dal 2006.

## Galleria d'immagini

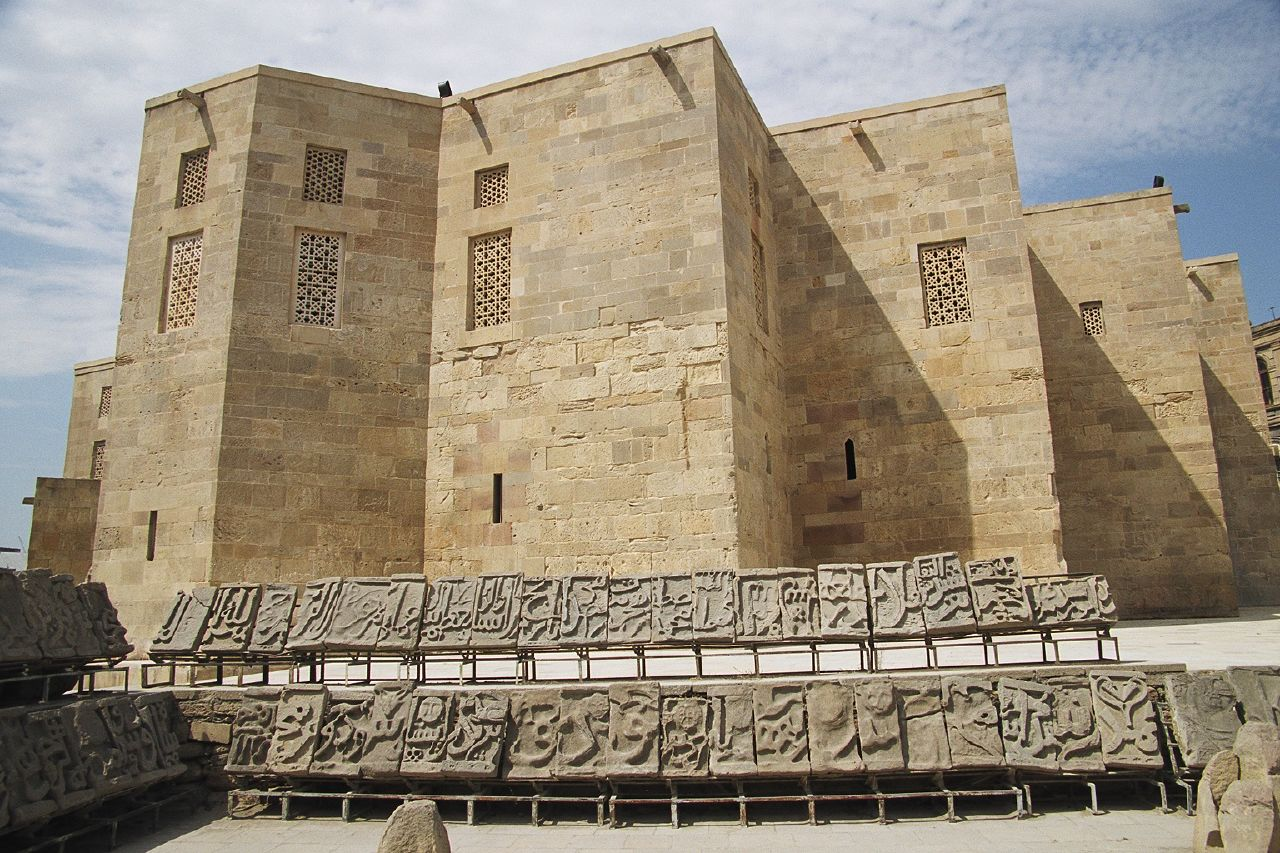
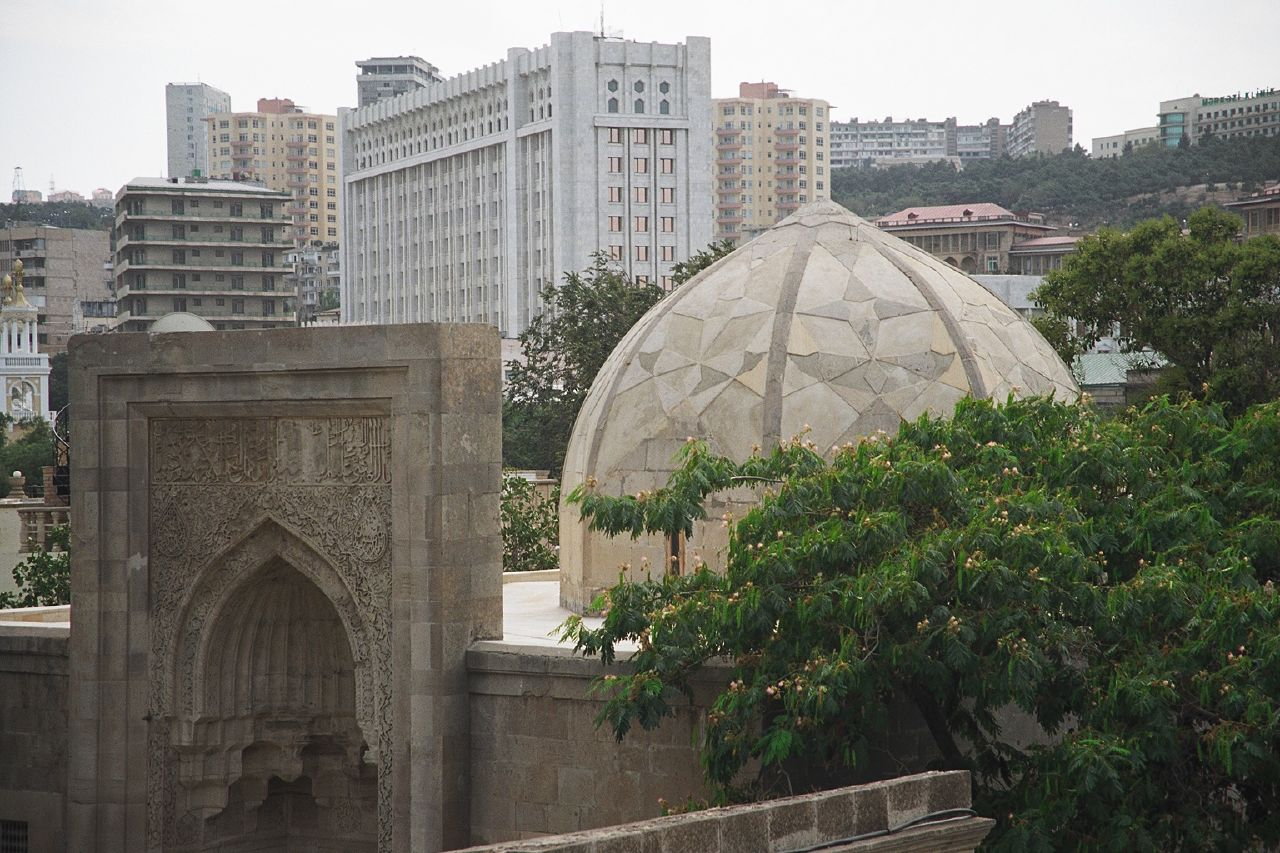
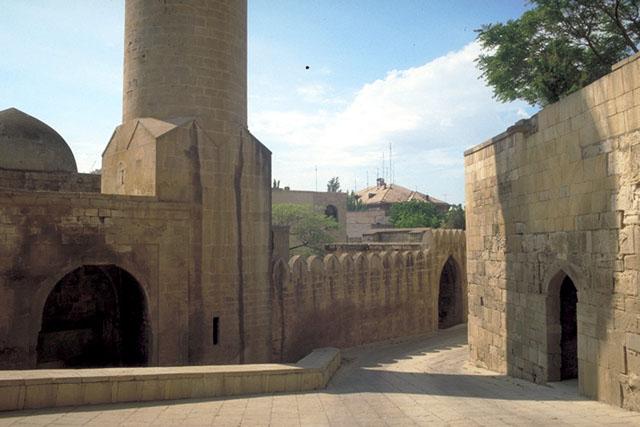
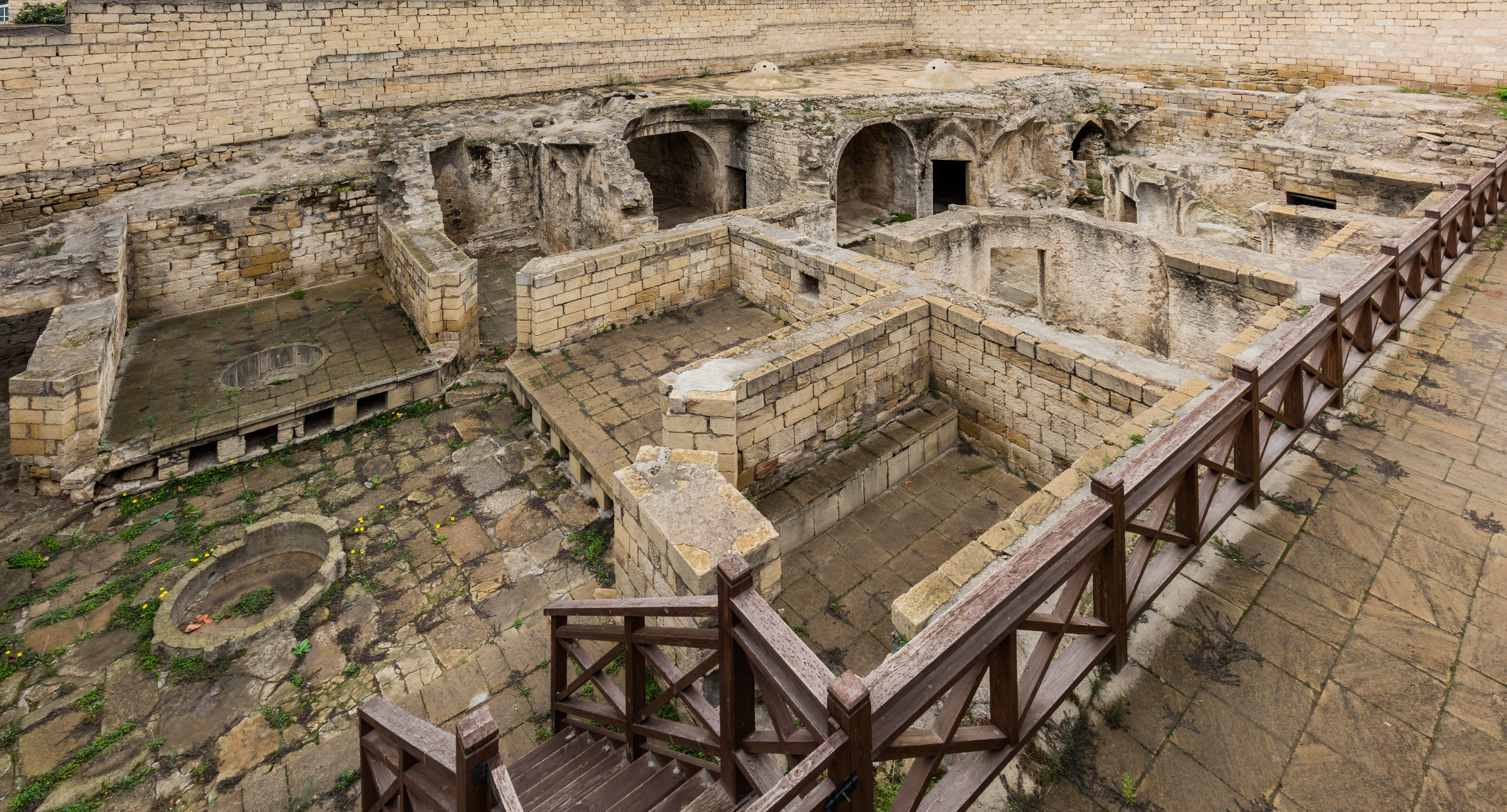
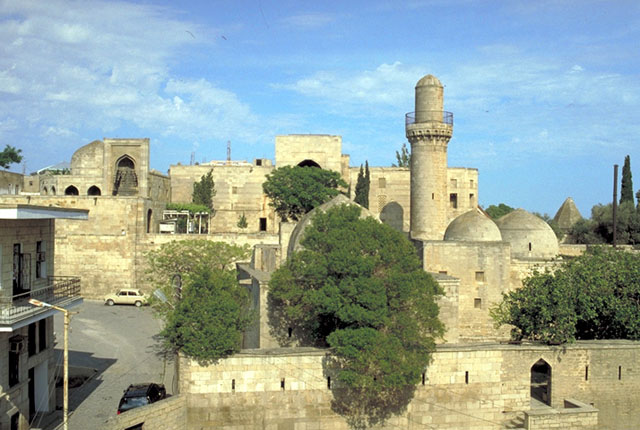
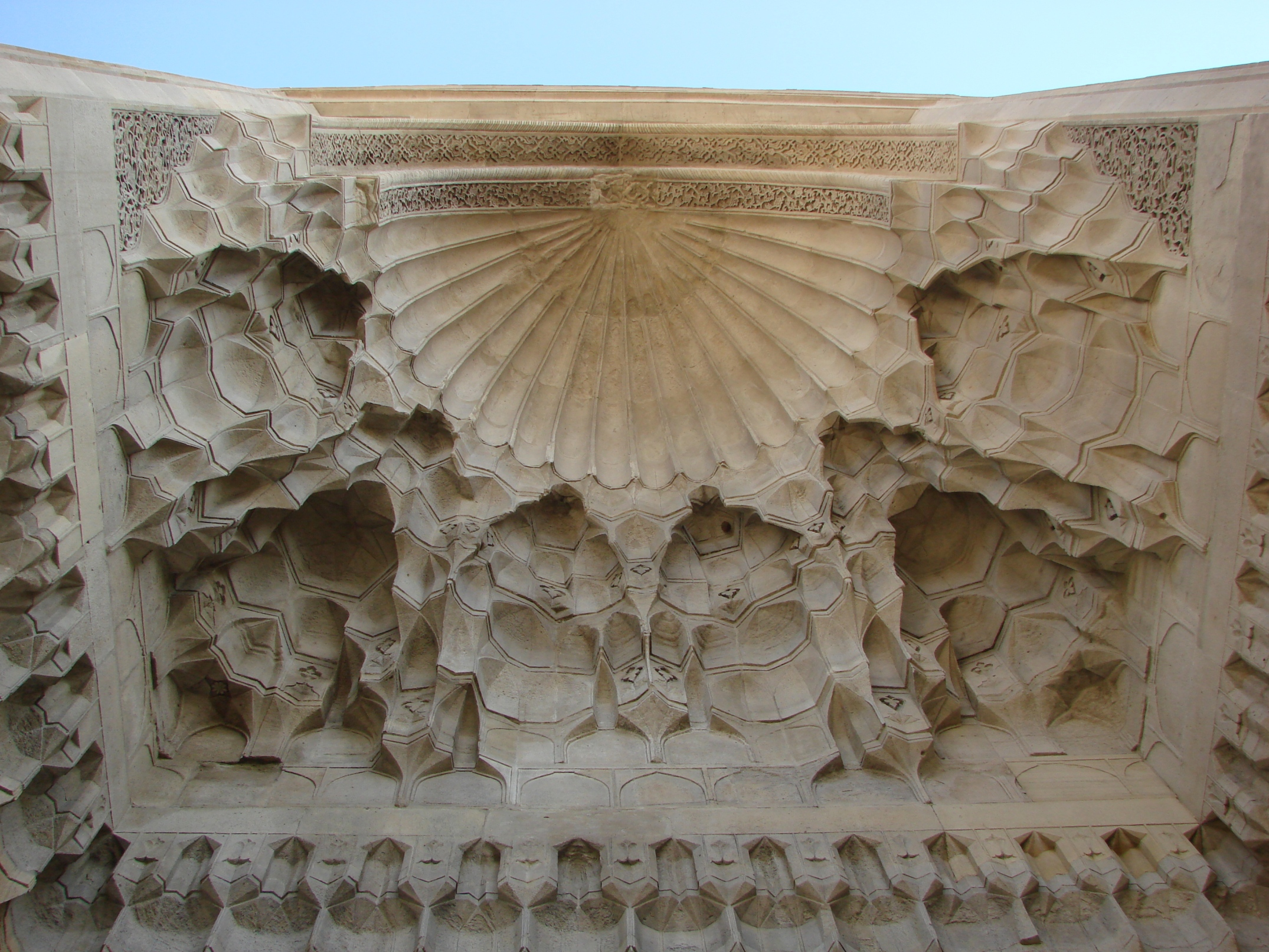
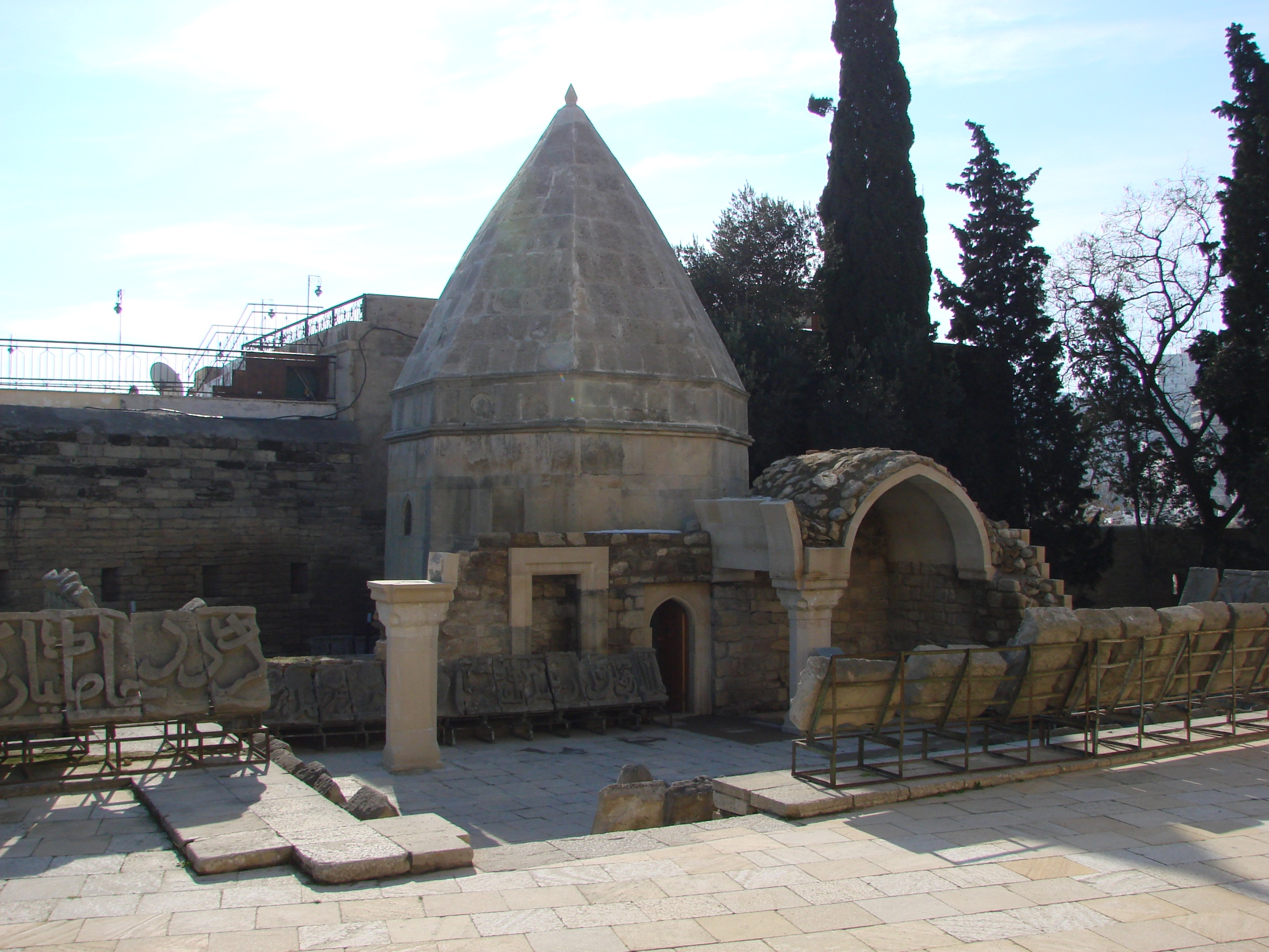
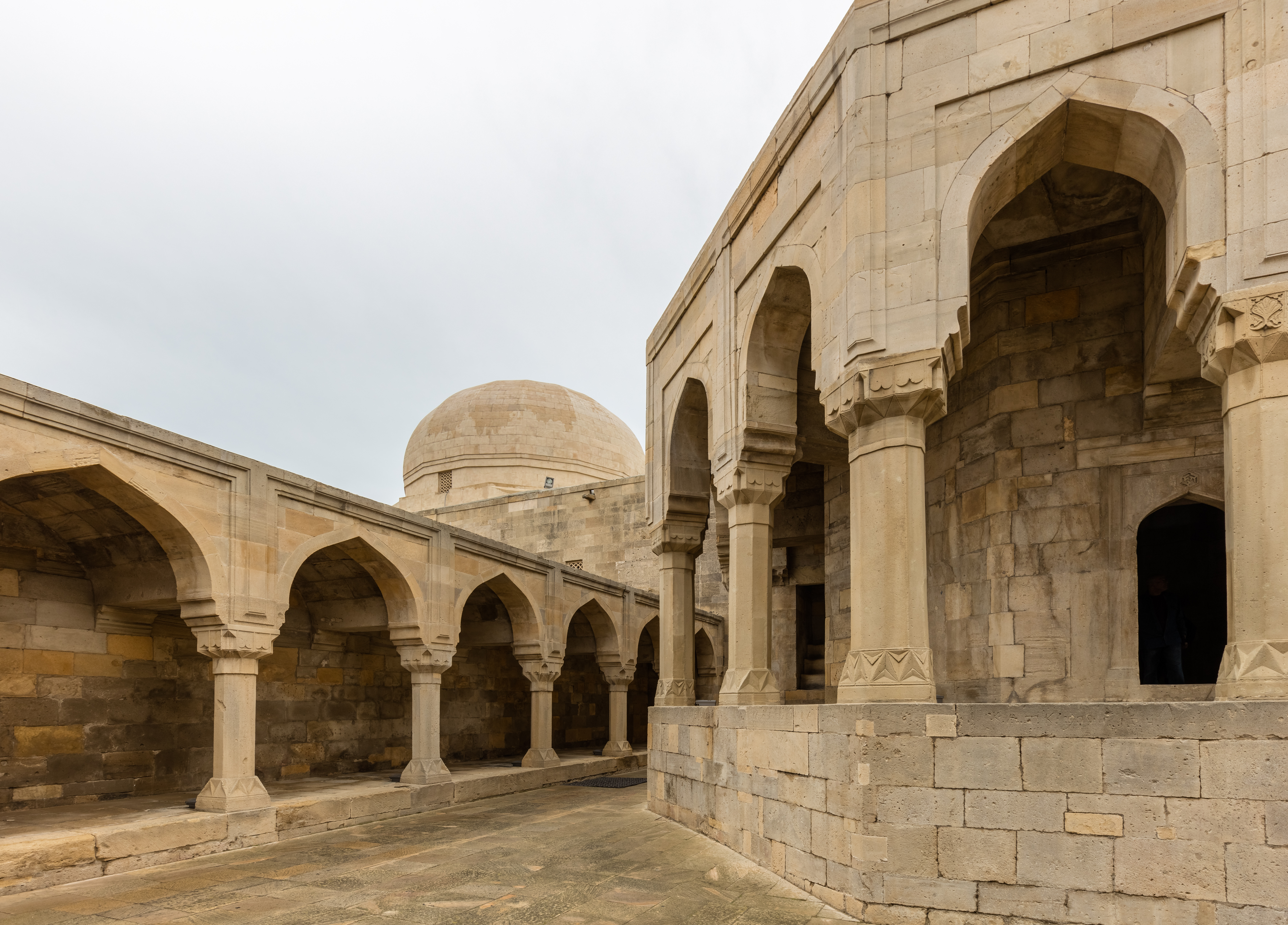
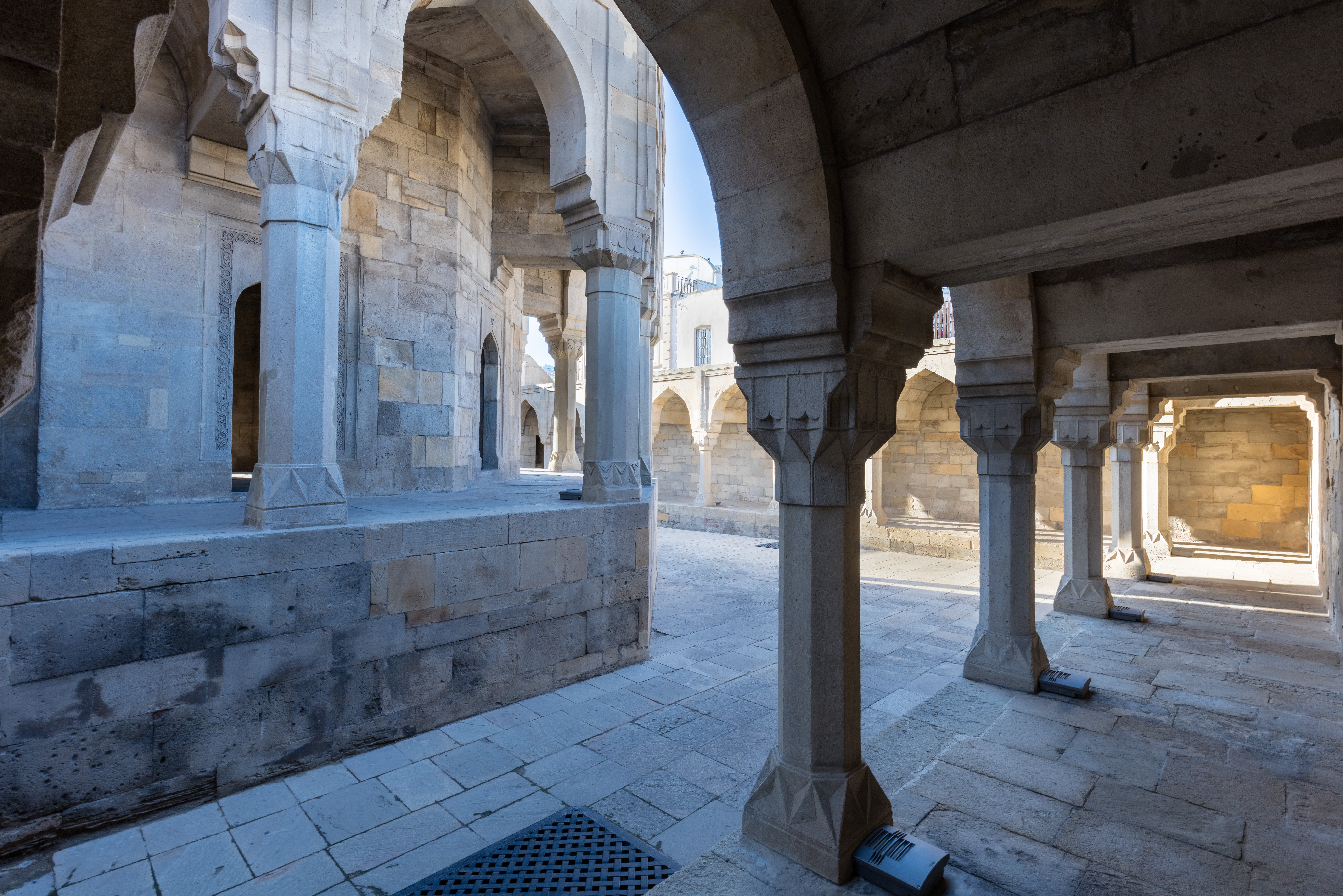
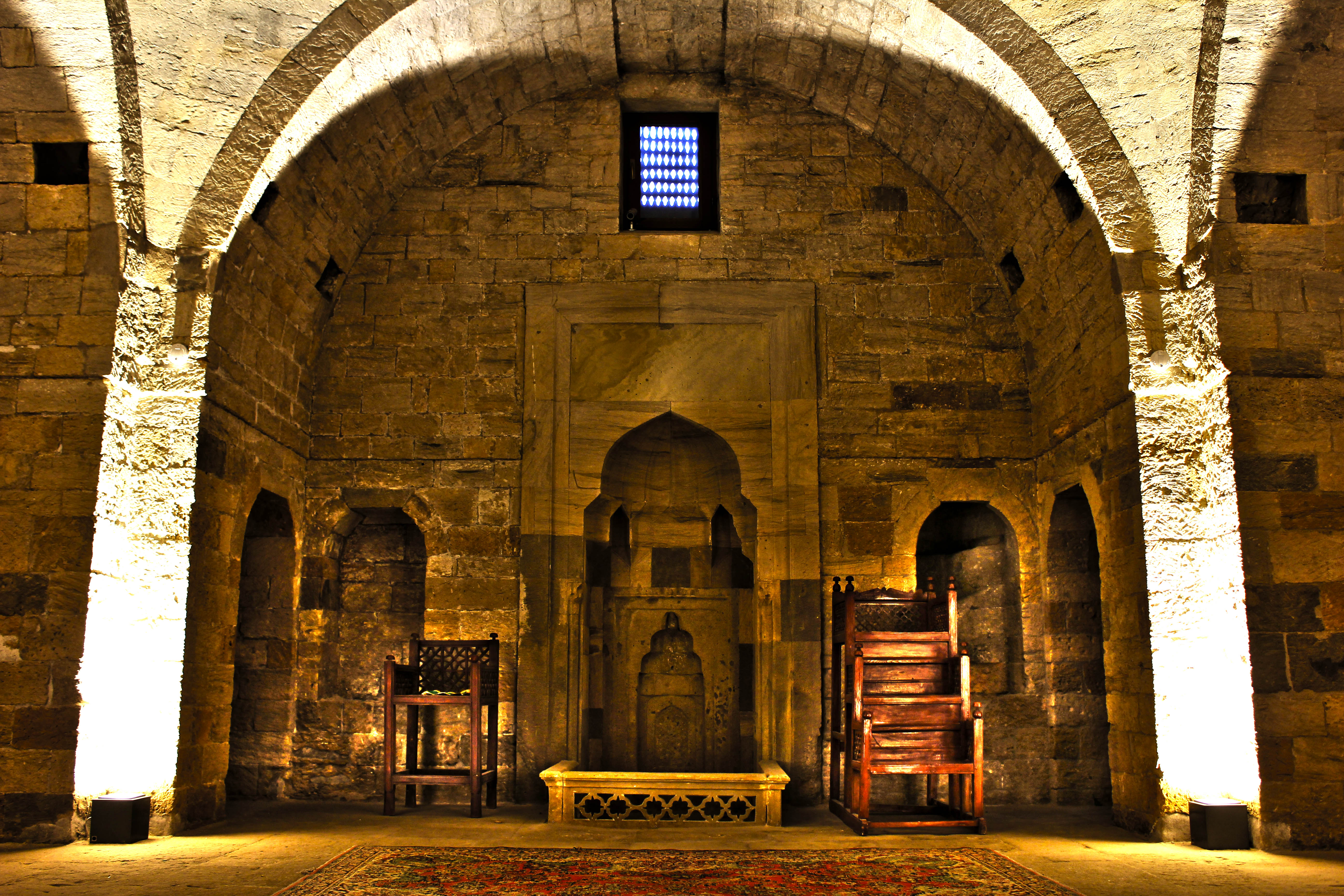

## Storia
Nel XV secolo, la dinastia Shirvanshah sotto il regno di Ibrahim I di Shirvan, trasferì la sua capitale da Shemakha a Baku, e Ibrahim commissionò la costruzione del palazzo. Gli edifici si crede siano stati costruiti come memoriale attorno all'ara delle preghiere (pira) e tomba di Seyyid Yahya Bakuvi) che era un santo Sufi. Gli Shirvanshah erano patroni dell'ordine religioso Helwati Sufi e Khalilullah I e la sua famiglia erano stati seppelliti nel terreno attorno al palazzo. Altri storici sostengono che gli edifici erano la dimora dei regnanti, anche se entrambe le teorie non sono sostenute da fonti certe. Si sa tuttavia che le acque contenute nei pozzi all'interno del "palazzo" sono state considerate avere doti terapeutiche fino a tempi recenti, così come la collina dove fu costruito il palazzo.
Dopo la conquista di Baku da parte dei Safavidi nel 1501, l'ordine Sufi venne espulso e per diversi secoli il palazzo andò in rovina e rimase noto come il palazzo dei Baku Khans. Questo toponimo si trasferì nella storiografia russa, citato per la prima volta da Bartold.

## Architettura
L'edificio principale del complesso iniziò ad essere costruito nel 1411 da Shirvanshah Sheykh Ibrahim I. L'edificio a due piani è costituito da circa 50 stanze di diverse dimensioni collegate da tre scale strette e tortuose. Il portale dell'ingresso principale conduce direttamente dal cortile al secondo piano, in una sala con un'alta volta a forma di cupola ottaedrica. Un piccolo vestibolo, anch'esso ottagonale, posto sul retro della sala, collega il resto degli alloggi del palazzo.

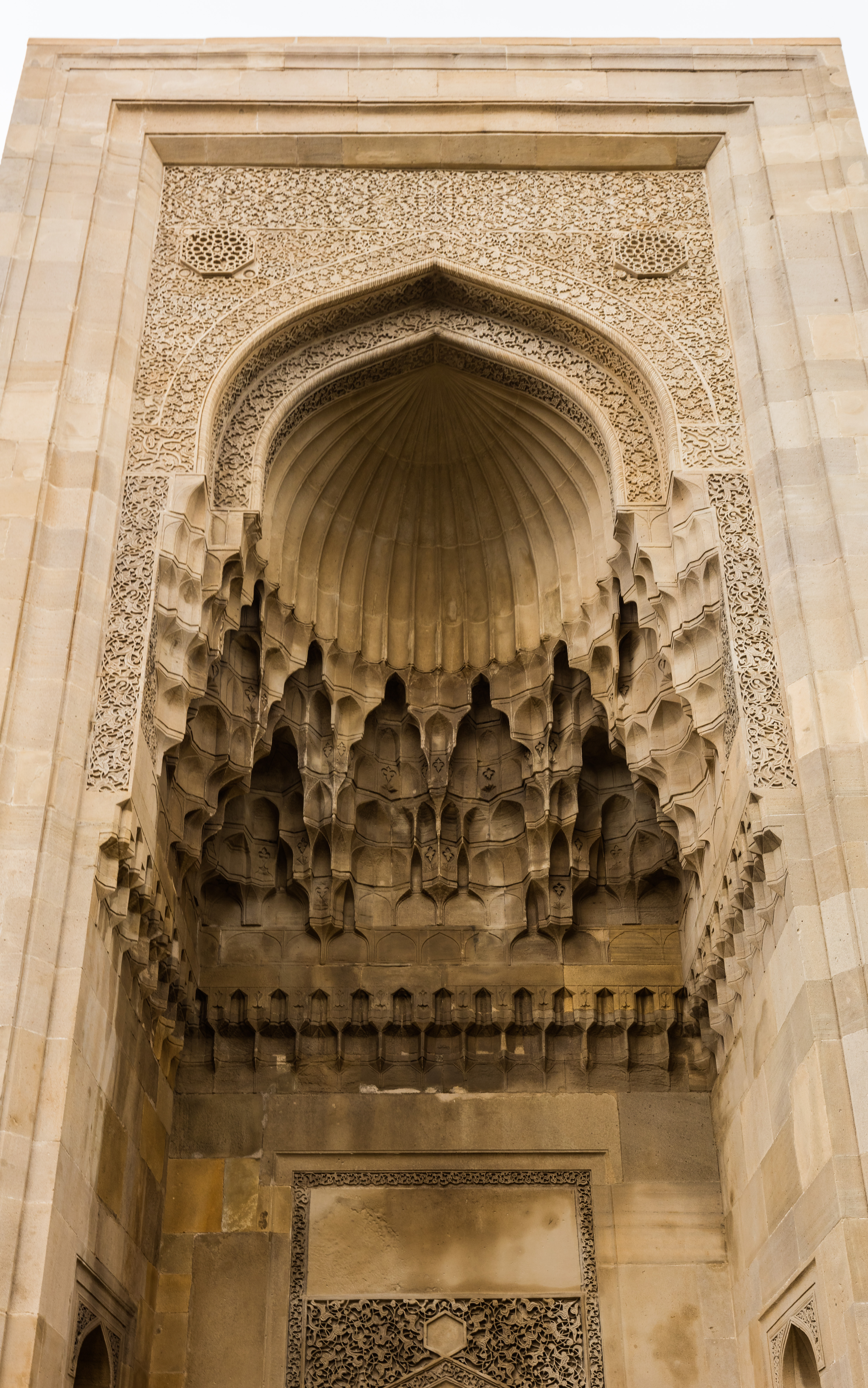
Turbe (Mausoleo) di Shirvanshah a Baku. XV secolo.

Divankhana è un piccolo padiglione in pietra. Esso è situato all'interno di un piccolo cortile circondato da portici su tre lati ed è costituito da una sala a forma di ottaedro coperta da una cupola rivestitain pietra sia all'interno che all'esterno. L'alto e bel portale d'ingresso è ben proporzionato e decorato con iscrizioni arabiformi. Le decorazioni rappresentano un albero di fico intrecciato a tralci di vite. Il portale è inoltre decorato con due medaglioni al cui interno sono inserite iscrizioni in caratteri cufici.
Il Mausoleo degli Shirvanshah ha una forma rettangolare ed è sormontato da una cupola a forma di esaedro, decorata all'esterno da una serie di stelle. L'iscrizione sul portale d'ingresso indica l'uso a cui era adibita la costruzione: "Khalilullah I, il più grande Sultano, Gran Shirvanshah, omonimo del profeta divino, difensore della religione, ordinò di costruire questa sepoltura a volta per la madre ed il figlio nell'839" (1435-1436). Su due medaglioni a forma di goccia sul portale vi sono iscrizioni con il nome dell'architetto - Memar Ali (architetto Ali).
Moschea del Palazzo (costruita negli anni 1430) è situata nel cortile inferiore del complesso. La semplicità dei suoi volumi prismatici, coperti da due cupole leggermente a punta, è ombreggiata dalla linea ben proporzionata verticale del minareto che si eleva al di sopra nell'angolo nord-est dell'edificio. Ci sono due cappelle per la preghiera in moschea: una sala di grandi dimensioni per gli uomini e una più piccola per le donne, oltre ad un paio di stanze di piccole dimensioni. Vi è una scritta posta sotto la cintura del minareto, che recita: "Il più grande Sultano Khalilullah I ordinò di costruire questo minareto. Possa Allah esaltare i giorni del suo governo e regno. L'anno 845" (1441-1442).
Il Mausoleo di Seyid Yahya Bakuvi è situato nella parte meridionale del complesso. Seyid Yahya Bakuvi era uno studioso alla corte di Shirvanshah Khalilullah. Il Mausoleo è a forma di ottaedro e coperto da una cupola della stessa forma. Esso è costituito da un piano a livello terra ed un piano interrato. La parte superiore veniva utilizzata per officiare i riti, mentre quella inferiore era una tomba. Ci sono tre piccole finestre di pietra a sesto acuto sui lati meridionale, orientale e occidentale del Mausoleo.
Il Palazzo degli Shirvanshah comprende anche il portale della porta orientale chiamato "Sultan Murad's Gate" (1585). Venne costruito entro le mura della cittadella, ultima di tutte le altre costruzioni del complesso, durante l'occupazione ottomana nel periodo 1585-1603. La porta venne intitolata al sultano Murad III.
Terme del Palazzo sono situate nella parte inferiore del complesso. Vennero scoperte nel 1939 e sono datate XVII secolo. Gli scavi archeologici hanno portato alla luce un grande edificio composto da 26 camere. Sulla base dei resti delle mura di una sala si può dire che i locali erano coperti con cupole e la luce penetrava attraverso le aperture poste nelle stesse cupole. Le terme erano semi-interrate per mantenere il calore in inverno e il fresco in estate.
Il Palazzo degli Shirvanshah venne dichiarato museo nel 1964 è posto sotto la tutela statale. Importanti lavori di restauro e ricostruzione sono avvenuti nel 2001 e nel 2002 grazie ad un finanziamento della Banca Mondiale. Alcuni lavori minori sono tuttora in corso.